# День ракетных войск и артиллерии
День ракетных войск и артиллерии — памятный день, который ранее отмечался в Союзе ССР, а на современном этапе отмечается 19 ноября в России, в Белоруссии, в Киргизии и в Узбекистане. В Казахстане праздник отмечается четвёртого октября.

## История
Впервые праздник День артиллерии был установлен Указом Президиума Верховного Совета СССР от 21 октября 1944 года. Дата 19 ноября была выбрана по следующей причине: 19 ноября 1942 года с мощной артиллерийской подготовки Юго-Западного и Донского фронтов  Красной Армии ВС Союза СССР началась операция «Уран» — советское контрнаступление в ходе Сталинградской битвы, начало коренного перелома в ходе Великой Отечественной и всей Второй Мировой войны. Эту дату предложил член Военного совета артиллерии Красной армии генерал-лейтенант артиллерии И. С. Прочко. Были и другие предложения, например, начальник Артиллерийского музея полковник Я. Куске предлагал установить праздничным днём 2 февраля — дату окончания Сталинградской битвы.
Указом Президиума Верховного Совета СССР, от 17 ноября 1964 года, в связи с переименованием рода войск из Артиллерии Советской армии в Ракетные войска и Артиллерию Сухопутных войск, праздник отмечался как День ракетных войск и артиллерии. Отмечается во всех ракетных и артиллерийских частях Вооружённых Сил Российской Федерации (ВС России). Ежегодно в этот день в Александровском саду в Москве проходит торжественная церемония возложения цветов и венков к Могиле Неизвестного солдата и памятному знаку «Город-герой Сталинград». В преддверии праздника ветераны и военачальники ракетных войск и артиллерии ВС России возлагают цветы и венки к урнам с прахом главных маршалов артиллерии Николая Воронова и Митрофана Неделина у Кремлёвской стены.
Празднование в России 19 ноября Дня ракетных войск и артиллерии в качестве памятной даты было закреплено указом Президента Российской Федерации от 31 мая 2006 года № 549 «Об установлении профессиональных праздников и памятных дней в Вооруженных Силах Российской Федерации». Праздник был учреждён наряду с другими «в целях возрождения и развития отечественных воинских традиций, повышения престижа военной службы и в знак признания заслуг военных специалистов в решении задач обеспечения обороны и безопасности государства».

## Галерея

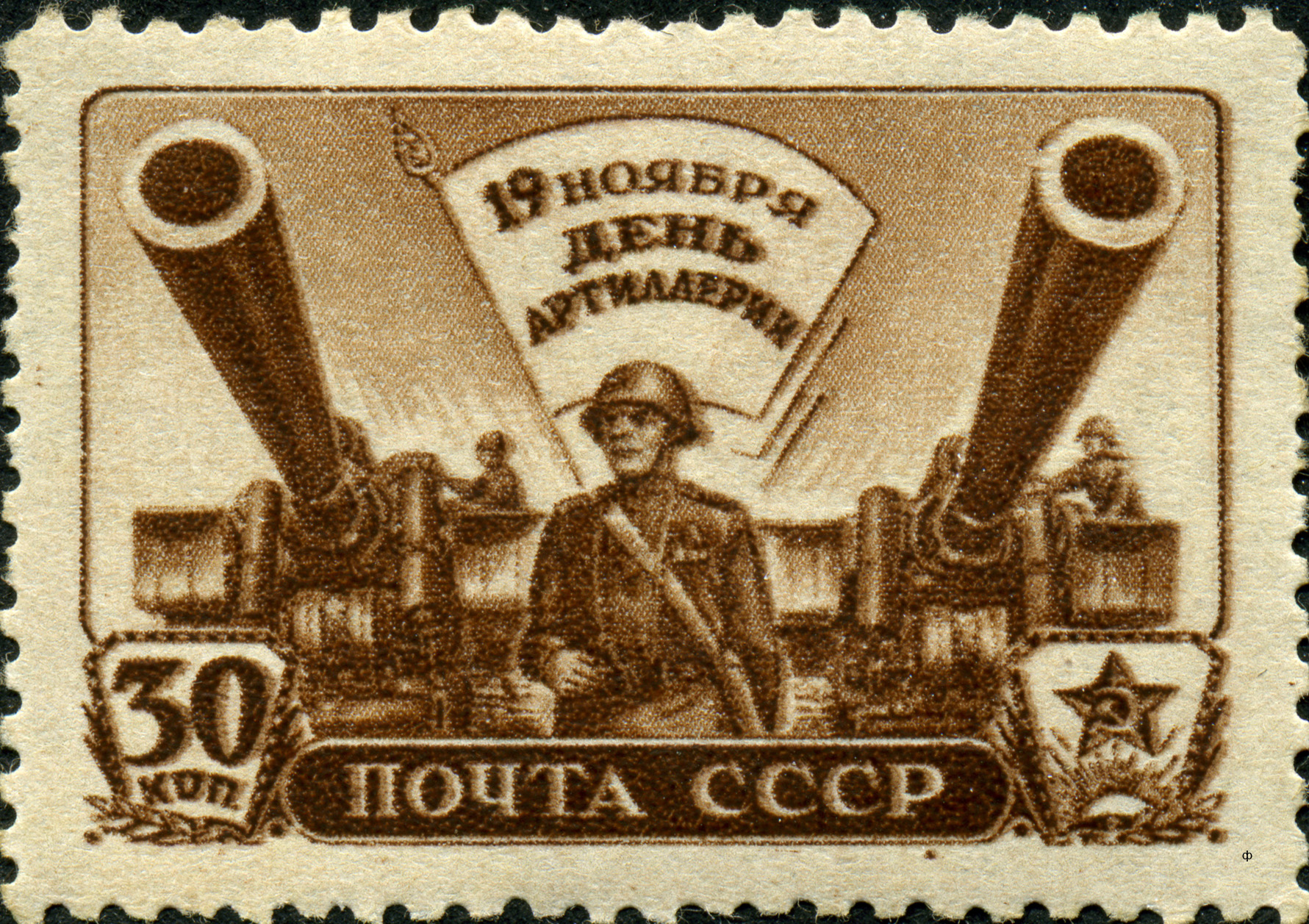
Марка Почта СССР, 1945 года.
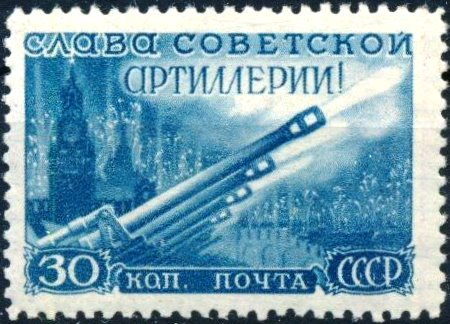
Почтовая марка, 1948 год. День артиллерии. Праздничный орудийный салют в Москве.
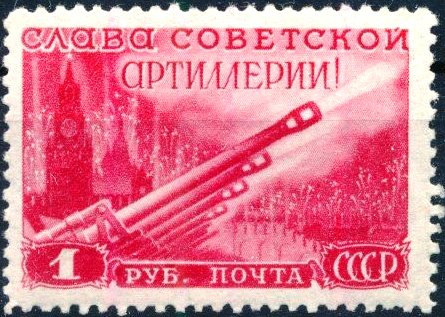
Почтовая марка, 1948 год. День артиллерии. Праздничный орудийный салют в Москве.
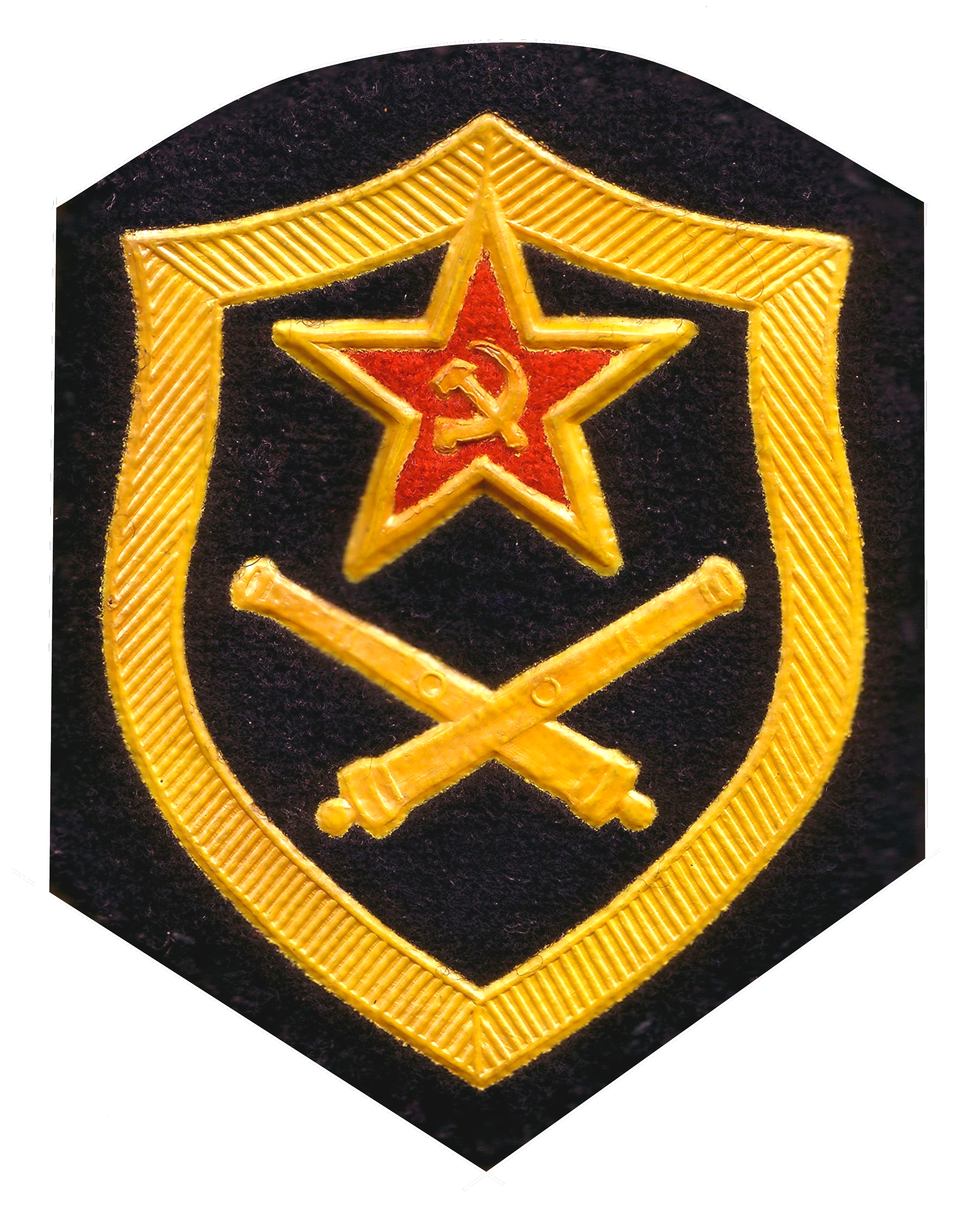
Нарукавный знак по роду войск (службе) Ракетных войск и артиллерии СССР